# 契州
契州（樊州、焚州）是唐代黔州都督府所屬的一個羈縻州。其轄地在今貴州省廣西省一帶地方，是唐代招撫當地土著所設置的州縣，一般由其頭人任州官，宋代屬夔州路紹慶府。